# 文嘉

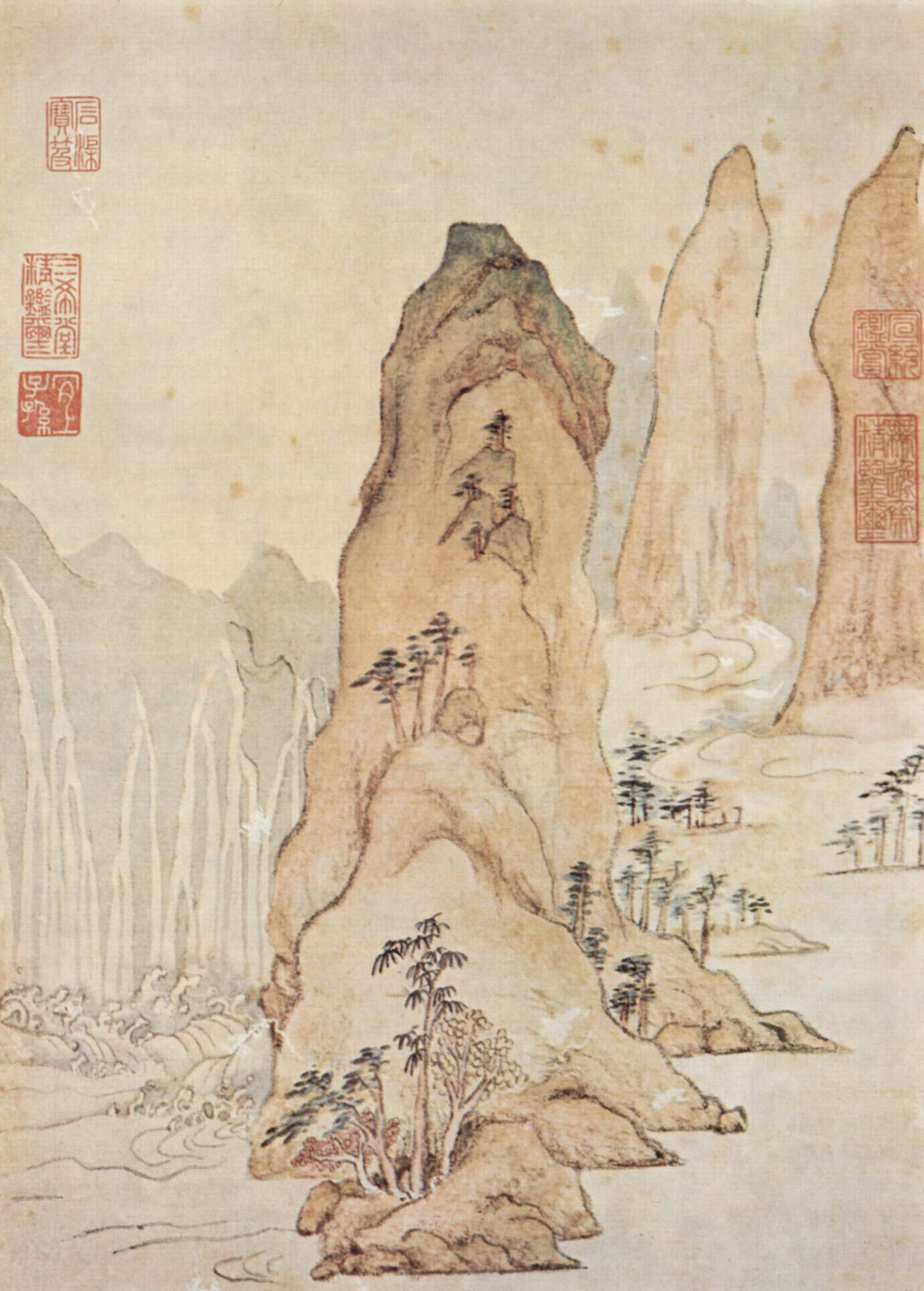
杜甫詩意図

文 嘉（ぶん か、1501年 - 1583年）は、中国明代の書家・画家・文人である。明代四大家のひとりである文徴明の次男であり、文彭は兄にあたる。
字は休承、号は文水。蘇州府長洲県の人。
諸生のときに烏程県の教員をして、後に学正（文官）となる。文家の家学をよく継承し山水画を得意とし、石刻は明代の第一といわれた。また書画や器物の鑑定家として活躍した。